# 伊達宗重
伊達 宗重（だて むねしげ）は、江戸時代前期の武士。陸奥国仙台藩一門第四席・涌谷伊達家2代（亘理氏20代）当主。
伊達騒動の主要人物の一人。伊達安芸の通称で知られる。

## 生涯

### 家督相続まで
元和元年（1615年）11月5日、涌谷伊達家初代当主・伊達定宗の次男として誕生。涌谷伊達家は、涌谷要害を居城として22000石を領していた。
成長後、準一家天童家当主・天童重頼の娘を娶って婿養子となり、天童甲斐頼長と名乗った。しかし寛永16年（1639年）、世子であった兄・宗実が29歳で死去したため、頼長が実家に呼び戻されて世子となった。この際、仙台藩2代藩主・伊達忠宗の偏諱を受けて伊達信濃宗重と改名する。慶安4年（1651年）、父・定宗の隠居により家督を相続し、涌谷伊達家当主代々の受領名・安芸守を称して、伊達安芸宗重と名乗った。

### 伊達騒動
万治3年（1660年）、3代藩主・伊達綱宗が幕府から突然隠居を命じられ、綱宗の嫡男で僅か2歳の亀千代が藩主となる。幼君の後見役として一門の大名・伊達宗勝が任命され、仙台藩政の実権は宗勝と、宗勝一派の家老原田宗輔（甲斐）らが握ってゆく。宗勝らの専横を警戒した宗重は、宗勝に書状を送って諫言したが、宗勝は耳を貸さなかったと伝えられる。
仙台藩は地方知行制であり、特に宗重を含む一門は万石単位の知行を領してそれを自らの家中に再分配するなど、半ば独立大名の体をなしていた。初代藩主・伊達政宗の代に仙台藩領の急速な復興が成ったのは、こうした一門各家の力によるものであった。これに対して、藩主後見人とはいえあくまで代理人の立場である宗勝が、藩内の有力者たちの合議なども行なわず、自らの一派のみで藩政を取り仕切ることは、宗重を始めとする藩内の有力者には容認し難く、藩内は両者の対立により混乱に陥った。こうした中で宗重は、家格・年齢的にも反宗勝派の筆頭格と目されるようになる。
突然の綱宗隠居から5年後の寛文5年（1665年）、宗勝の甥である登米領主・伊達宗倫と宗重との間に領地争いがおこる。この諍いは長引き、寛文9年（1669年）秋、宗勝ら藩首脳は宗重と宗倫の争点となっていた地域の3分の2を登米領として裁断を下し、事態の収拾を図ったが、宗重はこの裁定を不服として、翌年藩に再吟味を訴えるが宗勝らはこれを拒否した。
一方、寛文6年（1666年）には、藩主・亀千代の毒殺未遂事件が発生、さらに寛文8年（1668年）、今度は宗勝暗殺計画が発覚し、首謀者・伊東重孝（七十郎）が一家ともども処刑された。こうした一連の騒動の中で宗勝への家中の反感はますます高まっていった。
領地の件などで度重なる冷遇を受け、またかねてから宗勝一派と相容れなかった宗重は、事ここに至り、宗勝一派の一掃のため、仙台藩の現状を幕府に訴える決意を固める。宗重の考えを知った茂庭姓元や片倉景長（通称小十郎）らは、藩の内紛が幕府に知れれば仙台藩は改易の危機に瀕するとして宗重の上訴を諌止したが、藩の現状を憂い、一門の重鎮として藩政を正したいという宗重の意思は固く、結局寛文10年（1670年）12月、宗重の申し条を記した上訴文が幕府に提出された。この告発を受けて幕府は江戸での詮議を決定し、幕命により宗重は翌寛文11年（1671年）2月2日に涌谷を出発、同月13日、江戸に到着した。

### 最期
寛文11年2月から3月にかけて、老中邸などで詮議が行われた。宗重は領地争いでの正当性の主張や、仙台藩の現状などを訴え、その結果仙台から原田宗輔・古内義如（志摩）・柴田朝意（外記）の3家老が召喚され、彼らの証言と宗重の申し条とが併せて吟味された。3月27日、大老酒井忠清邸にてさらに詮議が行われ、宗重・古内・柴田の弁明内容がほぼ一致したと認められたことから、彼らと食い違う原田の弁明が退けられ、宗勝一派の施政が咎められることとなった。不利な立場に立たされた原田は、酒井邸控えの間にて背後から突然宗重を斬りつけ、不意をつかれた宗重は負傷しながらも刀を抜いて応戦するが、深手を負ってその場で絶命した。享年57。騒ぎを聞いて駆けつけた柴田・聞役蜂屋可広が原田を斬り、原田も死亡した。
この事件が世にいう伊達騒動（寛文事件）である。騒動の責めを負って原田家が断絶となったが、当事者であった宗重や原田が判決を前にして死亡したことなどもあって、仙台藩はお咎めなしで終わり、藩領62万石は保たれた。その後、藩内において宗重は忠臣として評価され、涌谷伊達家が特に処分を受けることもなく、家督は宗重の嫡男・宗元が無事に相続している。宗重の江戸行きの発端となった登米領との境界争いについては、宗重の主張に基づいて境界が修正された。
先述のように、「安芸」は涌谷伊達家当主代々の通称であるが、伊達騒動を題材とした山本周五郎の小説『樅ノ木は残った』で宗重が主要人物の一人として描かれ、またこの作品が繰り返し映像化されて有名になったことから、単に「伊達安芸」といえば宗重を指すことが多い。
昭和3年（1928年）、正五位を追贈された。

## 系譜
- 父：伊達定宗（1574-1652）
- 母：桂昌院 - 黒木宗俊の娘
- 養父：天童重頼
- 正室：天童重頼の娘
  - 女子 - 天童頼次の室
  - 次男：伊達宗元（1642-1712）
  - 女子：清霄院 - 伊達宗成室
  - 男子：黒木宗信 - 黒木宗恒養子
- 養子
  - 男子：天童頼次 - 粟野重次の子、準一家・天童家を継ぐ

```
〔系図Ⅰ：天童家との関係〕
　　　　　┏伊達晴宗━━留守政景━━天童重頼━━━女　　　
　　　　　┃　　　　　　　　　　　　　　　　　　　┣━━━━━━女
伊達稙宗━┫　　　　　　　　　　　┏伊達定宗━━天童頼長（宗重）┃
　　　　　┃　　　　　　　　　　　┃　　　　　　　　　　　　　　┣━天童頼真
　　　　　┗亘理元宗━━亘理重宗━┫　　　　　　　　　　　　　　┃
　　　　　　　　　　　　　　　　　┗粟野重次━━━━━━━━━天童頼次

```

```
〔系図Ⅱ：伊達騒動との関係〕　　　　　　　　　┏伊達宗勝
　　　　　┏伊達晴宗━━伊達輝宗━━伊達政宗━┫　　　　　┏伊達綱宗━━伊達綱村
　　　　　┃　　　　　　　　　　　　　┃　　　┗伊達忠宗━┫
　　　　　┃　　　　　　　　　　　　　┃　　　　　　　　　┗伊達宗倫
　　　　　┃　　　　　　　　　　　　　┃　　　　原田宗資
　　　　　┃　　　　　　　　　　　　　┃　　　　　┣━━━━原田宗輔
伊達稙宗━┫　　　　　　　　　　　　　┃　　　┏━津多
　　　　　┃　　　　　　　　　　　　　┣━━━┫
　　　　　┃　　　　　　　　　　　　香の前　　┗亘理宗根
　　　　　┃　　　　　　　　　　　　　　　　　　　┣━━━━亘理宗広
　　　　　┃　　　　　　　　　　　　　　　　　┏━女
　　　　　┗亘理元宗━━亘理重宗━━━━━━━┫
　　　　　　　　　　　　　　　　　　　　　　　┗伊達定宗━━伊達宗重

```

## 演じた俳優
- 『樅ノ木は残った』（NHK大河ドラマ、1970年、演：森雅之）
- 『樅の木は残った』（フジテレビ、1983年、時代劇スペシャル、演：近藤洋介）
- 『樅の木は残った』（日本テレビ、1990年、時代劇スペシャル、演：佐藤慶）
- 『樅ノ木は残った』（テレビ朝日系列、2010年2月20日、演：伊東四朗）